# Valantia muralis
Valantia muralis – вид рослин родини Маренові (Rubiaceae).
Етимологія: лат. muralis — «стінний».

## Опис
Ця рослина до 15 см заввишки, має запушене стебло, має яйцеподібні й тупі листки.

## Поширення
Країни поширення: Алжир, Албанія, Хорватія, Кіпр, Франція, Греція, Іспанія, Італія, Лівія, Португалія, Марокко, Мальта, Туніс, Туреччина. Населяє порожні скелі, тріщини в цегляній кладці й сухий пісок.